# زاون چارچیان
زاون وارطانی چارچیان (ارمنی: Զավեն Վարդանի Չարչյան؛ زادهٔ تاریخ نامشخص - درگذشته ۲۰۰۱) یک سیاستمدار اهل ارمنستان که از تاریخ ۲۰ مه ۱۹۴۳ تا تاریخ ۴ سپتامبر ۱۹۴۴ سمت شهردار ایروان را برعهده داشت.

## زندگی‌نامه
در کوغب به دنیا آمد و از دانشگاه ملی پلی‌تکنیک ارمنستان فارغ‌التحصیل شد.  وی در ۲۰۰۱  درگذشت.